# Sedelhac
Sedelhac (francès Sédeilhac) és un municipi del departament francès de l'Alta Garona, a la regió d'Occitània.